# Bestseller (компанија)
Bestseller A/S је приватна породична компанија за одећу основана у Данској 1975. године. Компанија нуди одећу за мушкарце, жене и децу по приступачним ценама. Своје производе пласирају на 70 тржишта широм већег дела Европе, Блиског истока, Канаде, Индије и широм света путем е-трговине. Они управљају са скоро 9.000 продавница широм света, 6.000 у Кини, а остатак углавном у Европи.

## Историја
Компанију је основао Троелс Холк Повлсен 1975. године у Брандеу, у Данској. Првобитно су производили одећу за жену. Дечију одећу су почели производити 1986. године, а мушку  1988. године. Bestseller је у породичном власништву и компанија запошљава око 17.000 људи.
Bestseller има низ различитих брендова под којима продаје своју одећу. Брендови су наведени у наставку и продају се како у сопственим продавницама компаније, тако и преко засебних продаваца.

### Женска одећа
- ONLY – Највећи бренд компаније
- Vero Moda
- Mamalicious
- VILA
- SELECTED Femme
- Junarose
- Y.A.S
- Topshop
- Noisy May
- PIECES
- Object
- Jacqueline de Yong
- Jack & Jones
- produkt
- JJXX

### Мушка одећа
- Jack & Jones
- Selected Homme
- Outfitters Nation
- Only&Sons
- Topman

### Дечија одећа
- Name It – одећа за бебе и децу.

### Друго
- Normal – за личну и кућну хигијену (25% удела) [у Данској, Норвешкој, Шведској, Холандији и Француској].[3]